# Summer of Love
Pour les articles homonymes, voir Summer of Love (homonymie).

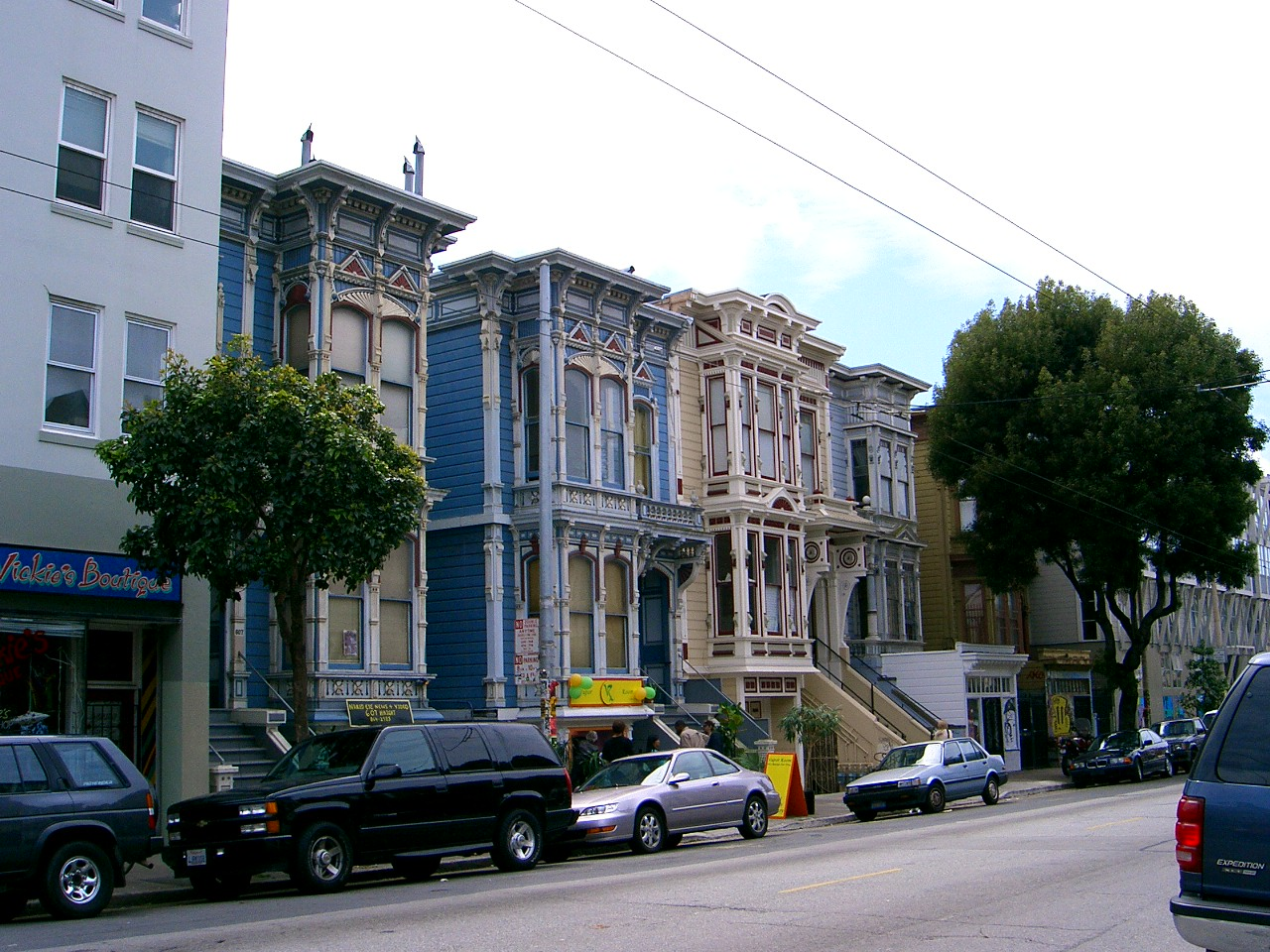
Haight-Ashbury, ancien quartier hippie de San Francisco, aux États-Unis.

L'expression Summer of Love (en français : « Été de l'amour ») désigne l'été 1967, et plus particulièrement les événements qui se déroulèrent d'abord dans le quartier de Haight-Ashbury, à San Francisco (Californie), où des milliers de jeunes du monde entier se réunirent librement pour une nouvelle expérience sociale, faisant ainsi découvrir la contre-culture hippie au grand public.

## Contexte
On considère généralement que le Summer of Love a commencé avec le rassemblement du Human Be-In au Golden Gate Park, le 14 janvier 1967. L'importance de cet événement suscita l'intérêt des médias pour la contre-culture hippie qui fleurissait dans le quartier de Haight-Ashbury. Le mouvement était nourri par les médias propres à la contre-culture, particulièrement le San Francisco Oracle (en), dont le lectorat global atteignit son pic d'un demi-million de personnes cette année-là. Le théâtre de rue et l'activisme des collectifs The Diggers avaient aussi retenu l'attention médiatique.
Les étudiants des facultés (colleges) et des lycées (high schools) commencèrent à arriver à Haight-Ashbury pendant les vacances de printemps 1967. Les dirigeants de la municipalité, déterminés à arrêter l'afflux de jeunes gens en vacances d'été, attirèrent, malgré eux, davantage l'attention sur l'événement. Une série d'articles d'actualité dans les journaux locaux alerta les médias nationaux sur le mouvement hippie grandissant. Les dirigeants de la communauté hippie de Haight y répondirent en formant le Council of the Summer of Love, donnant au mouvement créé par le bouche-à-oreille son nom officiel.

## La musique
Pour l'occasion, John Phillips, du groupe The Mamas & The Papas, mit vingt minutes pour écrire les paroles de la chanson San Francisco (Be Sure to Wear Flowers in Your Hair) :
« For those who come to San Francisco,

Be sure to wear some flowers in your hair.

If you come to San Francisco,

Summertime will be a love-in there. »
L'interprétation de cette chanson par Scott McKenzie, sortie en mai 1967, ne devait servir, à l'origine, qu'à promouvoir le Festival international de musique pop de Monterey, le premier grand festival de rock dans le monde, qui eut lieu au mois de juin et auquel assistèrent plus de 200 000 personnes. San Francisco devint rapidement un tube, dépassant ainsi son objectif de départ.
L'évolution des Beatles, sur le plan personnel et artistique, joua également un rôle dans la diffusion de l'esprit du Summer of Love. L'album Sgt. Pepper's Lonely Hearts Club Band, sorti le 1er juin 1967 en Europe et un jour plus tard aux États-Unis, en synthétisait l'essence par son psychédélisme, son utilisation d'instruments indiens et sa pochette aux couleurs vives. Les Beatles s'affranchirent alors de leur image de « braves garçons » et, le 25 juin 1967, leur chanson All You Need Is Love, écoutée dans le monde entier, mettait l'accent sur les idéaux d'amour, de paix et d'unité véhiculés par la contre-culture.

## L'été
Durant l'été, environ 200 000 jeunes originaires du monde entier convergèrent vers le quartier d'Haight-Ashbury, à San Francisco, à Berkeley, et dans d'autres villes de la région de San Francisco, pour participer à une version populaire de l'expérience hippie. Dans le Golden Gate Park, la nourriture était gratuite, ainsi que les drogues et  l'amour libre. Un hôpital gratuit (toujours en fonction) fut installé pour les besoins médicaux, et un magasin gratuit offrait les nécessités de base à ceux qui en avaient besoin.
Le Summer of Love attira diverses catégories sociales : des adolescents et des étudiants attirés par leurs pairs et séduits à l'idée de rejoindre une expérience utopique, des classes moyennes en vacances qui venaient en touristes, et même des militaires venant des casernes alentour pour y faire la fête. L'afflux massif de nouveaux arrivants commença à poser des problèmes. Le quartier ne pouvait loger tant de monde et les lieux se détérioraient rapidement. Le quartier souffrait de surpopulation, de problèmes de logement, de nourriture, de drogues et de hausse de la criminalité. Nombreux sont ceux qui tout simplement jetèrent l'éponge et retournèrent à leurs études. De plus, les habitants ne semblaient pas très enthousiastes à l'idée de vivre en permanence avec des jeunes et dans le bruit, ils décidèrent donc de quitter ce quartier hippie devenu le symbole d'une jeunesse qui se voulait libre. Mais quand les dernières recrues, les Flower Children (« Enfants-fleurs », ou « Enfants aux fleurs »), retournèrent chez eux, ils apportèrent de nouvelles idées, de nouveaux idéaux, de nouveaux modes de vie, une nouvelle mode dans la plupart des grandes villes des États-Unis, du Canada, de Grande-Bretagne, d'Europe occidentale, d'Australie, de Nouvelle-Zélande et du Japon.
Le 6 octobre 1967, ceux qui restaient dans le quartier jouèrent une parodie de funérailles, la cérémonie de « La mort du hippie », pour symboliser l'épuisement de l'événement.
L'expression « Summer of Love » (ou plus exactement, le « Second Summer of Love ») est parfois utilisée, particulièrement au Royaume-Uni, pour parler des étés 1988 et 1989 et de l'apparition de l'acid house et de la culture rave.